# Joey Ney
Joey Ney (* 10. Dezember 1992 in Berlin) ist ein ehemaliger deutscher Basketballspieler. Ney begann seine Karriere in seiner Heimatstadt Berlin beim deutschen Erstligisten Alba Berlin, bei dem er neben Kurzeinsätzen in der höchsten deutschen Spielklasse auch einzelne Einsätze in den wichtigsten europäischen Vereinswettbewerben EuroLeague und ULEB Eurocup erhielt. Bis 2017 spielte der ehemalige deutsche Jugendauswahlspieler beim RSV Eintracht 1949 Teltow-Kleinmachnow-Stahnsdorf in der 2. Bundesliga ProB.

## Karriere
Ney spielte als Heranwachsender Basketball in Berlin beim TSV Rudow und beim VfL Lichtenrade sowie ab 2009 für die Juniorenmannschaft des deutschen Erstligisten Alba Berlin in der Nachwuchs-Basketball-Bundesliga (NBBL). Die Juniorenmannschaft konnte 2010 im Finale ihren Titelerfolg aus dem Vorjahr gegen Team Urspring nicht verteidigen, das sich den Titel der NBBL zurückholte. Mit der deutschen U18-Jugendauswahl belegte Ney im Sommer 2010 bei der U18-Europameisterschaft den 13. und damit viertletzten Platz. Ein Jahr später verpassten die Alba-Junioren den Einzug in das NBBL-Top-Four, während sein knapp drei Jahre jüngerer Bruder Niklas 2014 den NBBL-Meistertitel mit Albas Junioren gewinnen konnte. Im Unterschied zu Joey Ney setzte Niklas Ney anschließend seine Karriere zunächst in den Vereinigten Staaten fort, wo er während seines Studiums für die Hochschulmannschaft Bears der Mercer University in der Southern Conference der NCAA spielte.
Ab 2010 erhielt Ney bereits Einsätze bei den Herren in Albas Reservemannschaft in der dritthöchsten Spielklasse ProB. Nach dem Klassenerhalt in den Play-downs in der ProB-Saison 2010/11 verpasste die Reserve gegen die Reserve der Skyliners Frankfurt den Klassenerhalt in der ProB-Spielzeit 2011/12. Mittels Doppellizenz bekam Ney die ersten zehn Einsätze mit durchschnittlicher Einsatzzeit von gut zwei Minuten pro Spiel in der höchsten deutschen Spielklasse (Bundesliga-Saison 2011/12) für Albas erste Mannschaft, die jedoch als Hauptrundendritter bereits in der ersten Play-off-Runde, in der Ney nicht eingesetzt wurde, ausschied. In der folgenden Saison spielte Alba trotzdem im höchstrangigen europäischen Vereinswettbewerb EuroLeague, in dem Ney nach drei Kurzeinsätzen in den zwei vorherigen Austragungen im ULEB Eurocup zwei weitere Spiele bestritt. Mit Berlins Reserve verpasste Ney 2013 die Rückkehr in die ProB und in Albas erster Mannschaft kam er nur noch auf sechs Kurzeinsätze, als Alba nach dem Titelerfolg vor heimischem Publikum im BBL-Pokal 2013, in dem Ney ohne Einsatz blieb, erneut in der ersten Play-off-Runde ausschied.
Zur Saison 2013/14 wechselte Ney nach Ehingen, wo er für die Zweitligamannschaft der TSG und dem Nachwuchs der Urspringschule spielte. Nach dem dritten Hauptrundenplatz in der ProA-Saison 2013/14, dem bis dahin besten Ergebnis der Herrenmannschaft, verlor man in den Play-offs um den Aufstieg in der ersten Runde. Zur folgenden Saison verließ der langjährige Trainer Ralph Junge die Mannschaft, in der Ney zum Mannschaftskapitän ernannt wurde, und diese fand sich im Abstiegskampf der ProA-Spielzeit 2014/15 wieder.
Ney wechselte nach dem Ende der Saison 2014/15 von Ehingen zum brandenburgischen Drittligaverein RSV Eintracht 1949 Teltow-Kleinmachnow-Stahnsdorf. Nach dem Ende der Saison 2016/17 zog er sich aus dem Kader der Brandenburger zurück, um sich auf sein Hochschulstudium zu konzentrieren. Als Jugendtrainer beim DBV Charlottenburg blieb er dem Basketballsport erhalten.